# 金澤秀子
金澤 秀子（かなざわ ひでこ）は、日本の薬学者・化学者。慶應義塾大学教授。日本分析化学会副会長。

## 略歴
1978年3月共立薬科大学薬学部卒業。1991年3月共立薬科大学大学院薬学研究科博士後期課程修了。「多孔質ガラスを用いた高速液体クロマトグラフィーによるサポニン類の分離分析と充填剤特性の研究 」で博士（薬学）の学位を取得。日本電信電話公社関東逓信病院附属医用情報研究所研究員、東京大学生産技術研究所研究員を経て、1993年4月共立薬科大学講師、2000年4月同助教授、2004年4月同教授、2008年4月より慶應義塾大学薬学部教授。

## 受賞歴
- クロマトグラフィー科学会学会賞
- 国際純正・応用化学連合2001国際分析科学会議 Analytical Science 賞
- イオンクロマトグラフィー技術賞
- 日本分析化学会関東支部新世紀賞
- 生命科学啓明賞